# Borowy Młyn (gromada)
Borowy Młyn – dawna gromada, czyli najmniejsza jednostka podziału terytorialnego Polskiej Rzeczypospolitej Ludowej w latach 1954–1972.
Gromady, z gromadzkimi radami narodowymi (GRN) jako organami władzy najniższego stopnia na wsi, funkcjonowały od reformy reorganizującej administrację wiejską przeprowadzonej jesienią 1954 do momentu ich zniesienia z dniem 1 stycznia 1973, tym samym wypierając organizację gminną w latach 1954–1972.
Gromadę Borowy Młyn z siedzibą GRN w Borowym Młynie utworzono – jako jedną z 8759 gromad na obszarze Polski – w powiecie chojnickim w woj. bydgoskim, na mocy uchwały nr 24/5 WRN w Bydgoszczy z dnia 5 października 1954. W skład jednostki wszedł obszar dotychczasowej gromady Borowy Młyn ze zniesionej gminy Brzeźno-Szlacheckie w tymże powiecie. Dla gromady ustalono 17 członków gromadzkiej rady narodowej.
Gromadę zniesiono 31 grudnia 1961 przez połączenie z gromadą Brzeźno, "tworząc" gromadę Brzeźno z "tymczasową" siedzibą GRN w Brzeźnie, w tymże powiecie (de facto gromadę Borowy Młyn zniesiono i włączono do gromady Brzeźno (Szlacheckie)).